# Landdrostei Lüneburg
| Landdrostei Lüneburg        | Landdrostei Lüneburg |
| --------------------------- | -------------------- |
| Sitz                        | Lüneburg             |
| Bestandszeitraum            | 1823–1885            |
| Fläche                      | 11.514 km² (1880)    |
| Einwohner                   | 401.339 (1880)       |
| Bevölkerungsdichte          | 34 Einw./km² (1880)  |
| Städte                      | 9 (1885)             |
| Ämter                       | 21 (1885)            |
| Landdrostei Lüneburg (1859) |                      |

Die Landdrostei Lüneburg war von 1816 bis 1885 ein Verwaltungsbezirk des Königreichs Hannover und der preußischen Provinz Hannover. Sie war der direkte Vorgänger des Regierungsbezirks Lüneburg.

## Geschichte
Zur Verwaltung des Königreichs Hannover wurden 1816 Mittelbehörden gebildet, die zunächst Provinzialregierung und ab 1823 Landdrostei hießen. Die Landdrostei Lüneburg wurde am 18. April 1823 aus Teilen der Provinzialregierung Hannover gebildet und umfasste das Territorium des historischen Fürstentums Lüneburg. Nachdem das Königreich Hannover 1867 zur preußischen Provinz Hannover geworden war, blieb die Landdrostei Lüneburg zunächst bestehen. 1885 wurde aus ihr gemäß der preußischen Verwaltungsstruktur der Regierungsbezirk Lüneburg gebildet. Gleichzeitig wurden die alten hannoverschen Ämter von preußischen Landkreisen abgelöst.

## Landdroste
Der Landdrost war der höchste Beamte der Landdrostei. Sein Amt war mit dem eines Regierungspräsidenten vergleichbar.
- 1823–1831: Hans Burchard Otto von der Decken (1769–1838)
- 1832–1838: Johann Georg Wilhelm Meyer
- 1839–1842: August von der Wense (1792–1867)
- 1843–1863: Georg Ludwig von Torney (1791–1863)
- 1863–1867: Franz Carl August von Issendorf
- 1867–1869: Adolf von Selchow (1810–1878)
- 1869–1873: Jérôme von Schlotheim (1809–1882)
- 1873–1885: Johannes Schrader

Sonstige:
- Der Landdrost und Konsistorialrat Ernst Cammann (1818–1875) leitete das Volksschulwesen in den Landdrosteien Hannover, Hildesheim und Lüneburg[4]

## Verwaltungsgliederung (1814–1852)
Die Landdrostei war bis Anfang der 1850er-Jahre in Städte, Ämter, Amtsvogteien, Klosterämter, Stiftsgerichte und Patrimonialgerichte gegliedert.

## Verwaltungsgliederung (1852–1885)
Nach einer umfassenden Verwaltungs- und Justizreform am Anfang der 1850er-Jahre bestanden 1852 in der Landdrostei Lüneburg noch neun selbstständige Städte und 39 Ämter.
Bis 1885 wurde die Zahl der Ämter auf 21 reduziert.

### Selbstständige Städte
Die neun selbstständigen Städte in der Landdrostei Lüneburg waren Burgdorf, Celle, Dannenberg, Gifhorn, Harburg, Lüchow, Lüneburg, Uelzen und Winsen an der Luhe.

### Ämter

#### Amt Ahlden
Das Amt Ahlden erstreckte sich im Wesentlichen über das Gebiet der heutigen Samtgemeinden Ahlden und Schwarmstedt im Heidekreis. 1859 kamen der größte Teil des aufgelösten Amtes Rethem sowie einige Gemeinden des Amtes Neustadt am Rübenberge hinzu. 1885 ging das Amt Ahlden im neuen Kreis Fallingbostel auf.

#### Amt Artlenburg
Zum Amt Artlenburg zählten Orte nördlich von Lüneburg, darunter Artlenburg, Hohnstorf, Lüdersburg, Hittbergen, Barum, Brietlingen und Tespe. 1859 wurde das Amt aufgelöst und in das Amt Lüne eingegliedert.

#### Amt Beedenbostel
Das Amt Beedenbostel mit Sitz in Beedenbostel umfasste ungefähr das Gebiet der heutigen Samtgemeinde Lachendorf sowie der Gemeinden Eschede und Südheide (Ortsteil Unterlüß) im Landkreis Celle. 1859 wurde das Amt aufgelöst und fast vollständig in das Amt Celle eingegliedert. Ein kleiner Teil kam zum Amt Isenhagen.

#### Amt Bergen
Das Amt Bergen erstreckte sich im Gebiet der heutigen Gemeinden Bergen, Südheide (Ortsteil Hermannsburg) und Faßberg. 1885 ging das Amt im neuen Landkreis Celle auf.

#### Amt Bleckede
Zum Amt Bleckede gehörten unter anderem Bleckede, Neetze und das Gebiet der heutigen Samtgemeinde Dahlenburg. 1885 ging das Amt im neuen Kreis Bleckede auf.

#### Amt Bodenteich
Das Amt Bodenteich umfasste den Südosten des heutigen Landkreises Uelzen, darunter die Orte Bodenteich, Wrestedt, Suhlendorf, Stadensen, Lüder, Soltendieck und Wieren. 1859 wurde das Amt aufgelöst und in das Amt Oldenstadt eingegliedert.

#### Amt Burgdorf
Das Amt Burgdorf erstreckte sich im Gebiet der heutigen Gemeinden Burgdorf und Uetze. Die damalige Stadt Burgdorf blieb amtsfrei. 1859 traten die Gemeinden des aufgelösten Amtes Ilten hinzu. 1885 ging das Amt im neuen Kreis Burgdorf auf.

#### Amt Burgwedel
Das Amt Burgwedel erstreckte sich über das Gebiet der heutigen Gemeinden Burgwedel, Wedemark und Isernhagen. 1885 ging das Amt im neuen Kreis Burgdorf auf.

#### Amt Celle
Zum Amt Celle gehörte das Umland der amtsfreien Stadt Celle. 1859 traten die Gemeinden des aufgelösten Amtes Winsen an der Aller und der größte Teil des Amtes Beedenbostel hinzu. 1885 ging das Amt im neuen Landkreis Celle auf.

#### Amt Clenze
Das Amt Clenze umfasste ungefähr das Gebiet der heutigen Gemeinden Clenze, Waddeweitz, Küsten und Schnega. 1859 wurde das Amt aufgelöst und in das Amt Lüchow eingegliedert.

#### Amt Dannenberg
Das Amt Dannenberg umfasste ungefähr das Gebiet der heutigen Gemeinden Jameln, Gusborn, Langendorf und Damnatz sowie die direkte Umgebung der amtsfreien Stadt Dannenberg. 1859 trat ein Teil des aufgelösten Amtes Hitzacker hinzu. 1885 ging das Amt im neuen Kreis Dannenberg auf.

#### Amt Ebstorf
Das Amt Ebstorf lag im Westen des heutigen Landkreises Uelzen und entsprach weitgehend dem westlichen Teil der heutigen Samtgemeinde Bevensen-Ebstorf. 1859 wurde das Amt aufgelöst und auf die Ämter Oldenstadt und Medingen aufgeteilt.

#### Amt Eicklingen
Das Amt Eicklingen lag im Süden des heutigen Landkreises Celle. Es umfasste im Wesentlichen das Gebiet der heutigen Samtgemeinde Wathlingen sowie der heutigen Gemeinden Eicklingen und Wienhausen. 1859 wurde das Amt aufgelöst und in das Amt Meinersen eingegliedert.

#### Amt Fallersleben
Zum Amt Fallersleben gehörten weite Teile der heutigen Stadt Wolfsburg. 1885 ging das Amt im neuen Kreis Gifhorn auf.

#### Amt Fallingbostel
Zum Amt Fallingbostel gehörten unter anderem die Gemeinden Fallingbostel und Walsrode. 1859 trat ein Teil des aufgelösten Amtes Rethem hinzu. 1885 ging das Amt im neuen Kreis Fallingbostel auf.

#### Amt Gartow
Das Amt Gartow lag im Osten des heutigen Landkreises Lüchow-Dannenberg. Zum Amt gehörten unter anderem die Gemeinden Trebel, Gorleben, Gartow, Schnackenburg, Höhbeck und Prezelle. 1872 wurde das Amt aufgelöst und in das Amt Lüchow eingegliedert.

#### Amt Gifhorn
Zum Amt Gifhorn gehörten die nähere Umgebung der amtsfreien Stadt Gifhorn sowie das heutige Gebiet von Sassenburg und der Samtgemeinde Boldecker Land. 1859 traten die Gemeinden des aufgelösten Amtes Papenteich hinzu. 1885 ging das Amt im neuen Kreis Gifhorn auf.

#### Amt Harburg
Zum Amt Harburg gehörten unter anderem die heutigen Hamburger Stadtteile Altenwerder, Neuland und  Gut Moor sowie die Seevetaler Ortsteile Bullenhausen, Hörsten und Over. 1859 traten die Gemeinden der aufgelösten Ämter Hittfeld und Wilhelmsburg hinzu.

#### Amt Hittfeld
Zum Amt Hittfeld gehörten unter anderem die heutigen Hamburger Stadtteile Eißendorf, Heimfeld, Marmstorf, Neugraben-Fischbek, Hausbruch, Rönneburg, Sinstorf und Wilstorf, das Gebiet der heutigen Samtgemeinde Jesteburg und große Teile der heutigen Gemeinden Rosengarten, Seevetal und Buchholz in der Nordheide. 1859 wurde das Amt aufgelöst und in das Amt Harburg eingegliedert.

#### Amt Hitzacker
Das Amt Hitzacker lag im Nordwesten des heutigen Landkreises Lüchow-Dannenberg. Zum Amt gehörten unter anderem die Gemeinden Hitzacker, Göhrde, Karwitz, Zernien und Neu Darchau. 1859 wurde das Amt aufgelöst und auf die Ämter Dannenberg und Neuhaus aufgeteilt.

#### Amt Ilten
Das Amt Ilten erstreckte sich im Gebiet der heutigen Städte Lehrte und Sehnde. 1859 wurde das Amt aufgelöst und in das Amt Burgdorf eingegliedert.

#### Amt Isenhagen
Das Amt Isenhagen umfasste den Nordwesten des heutigen Landkreises Gifhorn mit dem Gebiet der heutigen Samtgemeinde Hankensbüttel und der heutigen Gemeinden Wahrenholz und Wesendorf. 1859 traten die Gemeinden des aufgelösten Amtes Knesebeck hinzu. 1885 wurde aus dem Amt Isenhagen der Kreis Isenhagen gebildet.

#### Amt Knesebeck
Das Amt Knesebeck umfasste den Nordosten des heutigen Landkreises Gifhorn. Zum Amt gehörten unter anderem
Wittingen, Schönewörde, Ehra-Lessien, Brome und Tülau. 1859 wurde das Amt aufgelöst und in das Amt Isenhagen eingegliedert.

#### Amt Lüchow
Zum Amt Lüchow gehörte die nähere Umgebung der Stadt Lüchow, darunter die Gemeinden Woltersdorf und Lemgow. 1859 traten die Gemeinden der aufgelösten Ämter Clenze und Wustrow hinzu. 1872 wurde auch das aufgelöste Amt Gartow eingegliedert. 1885 ging das Amt im neuen Kreis Lüchow auf.

#### Amt Lüne und Amt Lüneburg
Zum Amt Lüne gehörte die Umgebung von Lüneburg, darunter die Orte Melbeck, Bardowick, Adendorf, Scharnebeck, Rullstorf, Reinstorf, Thomasburg und Deutsch Evern. 1859 traten die Gemeinden des aufgelösten Amtes Artlenburg sowie Teile der Ämter Salzhausen und Ebstorf hinzu. 1862 wurde der Amtssitz vom Kloster Lüne in die ehemalige Lüneburger Ritterakademie verlegt und das Amt in Amt Lüneburg umbenannt. 1885 wurde aus dem Amt Lüneburg der Landkreis Lüneburg gebildet.

#### Amt Medingen
Das Amt Medingen lag im Norden des heutigen Landkreises Uelzen. Zum Amt gehörten unter anderem Medingen, Bienenbüttel, Altenmedingen, Bevensen, Himbergen und Jelmstorf. 1859 traten die Gemeinden der Ämter Oldenstadt und Ebstorf hinzu. 1885 ging das Amt im neuen Kreis Uelzen auf.

#### Amt Meinersen
Das Amt Meinersen erstreckte sich im Raum Edemissen, Meinersen und Müden (Aller). 1859 traten die Gemeinden des aufgelösten Amtes Eicklingen hinzu. 1885 wurde das Amt aufgeteilt. Das Gebiet rund um Edemissen kam zum Kreis Peine im Regierungsbezirk Hildesheim, der Raum Bröckel/Langlingen zum Landkreis Celle und das restliche Gebiet des Amtes zum Kreis Gifhorn.

#### Amt Moisburg
Das Amt Moisburg umfasste den Westen des heutigen Landkreises Harburg mit dem Gebiet der Samtgemeinden Hollenstedt und Tostedt sowie von Neu Wulmstorf. 1859 ging das Amt im neuen Amt Tostedt auf.

#### Amt Neuhaus im Lauenburgischen
Das Amt Neuhaus im Lauenburgischen war weitgehend deckungsgleich mit der heutigen Gemeinde Amt Neuhaus. 1859 wurde es um den rechtselbischen Teil des aufgelösten Amtes Hitzacker vergrößert. 1885 ging das Amt im neuen Kreis Bleckede auf.

#### Amt Oldenstadt
Das Amt Oldenstadt mit Sitz in Oldenstadt umfasste den mittleren Teil des heutigen Landkreises Uelzen, darunter die Orte Suderburg, Gerdau, Rätzlingen, Rosche, Stoetze und Oetzen. 1859 wurden das Amt Bodenteich und ein Teil des Amtes Ebstorf eingegliedert. 1885 ging das Amt im neuen Kreis Uelzen auf.

#### Amt Papenteich
Das Amt Papenteich lag im Süden des heutigen Landkreises Gifhorn. Es umfasste unter anderem das Gebiet der heutigen Samtgemeinde Papenteich. 1859 wurde das Amt aufgelöst und in das Amt Gifhorn eingegliedert.

#### Amt Pattensen
Das Amt Pattensen umfasste unter anderem einen Teil der heutigen Gemeinde Seevetal und die Orte Stelle, Marxen, Brackel, Wulfsen und Garstedt. 1859 wurde das Amt aufgelöst und in das Amt Winsen an der Luhe eingegliedert.

#### Amt Rethem
Das Amt Rethem erstreckte sich ungefähr über das Gebiet der heutigen Samtgemeinde Rethem/Aller. 1859 wurde das Amt aufgelöst und auf die Ämter Ahlden und Fallingbostel aufgeteilt.

#### Amt Salzhausen
Zum Amt Salzhausen gehörten Orte aus den heutigen Landkreisen Harburg und Lüneburg, darunter Asendorf, Hanstedt, Toppenstedt, Salzhausen, Garlstorf, Egestorf, Amelinghausen, Kirchgellersen und Südergellersen. 1859 wurde das Amt aufgelöst und auf die Ämter Lüne, Tostedt und Winsen an der Luhe aufgeteilt.

#### Amt Soltau
Das Amt Soltau erstreckte sich ungefähr über das Gebiet der heutigen Gemeinden Bispingen, Soltau, Munster und Wietzendorf. 1859 traten die Gemeinden des aufgelösten Amtes Schneverdingen, das bis dahin zur Landdrostei Stade gehört hatte, hinzu. 1885 wurde aus dem größten Teil des Amtes der Kreis Soltau gebildet; lediglich die Gemeinde Fintel kam zum Kreis Rotenburg im Regierungsbezirk Stade.

#### Amt Tostedt
Das Amt Tostedt wurde 1859 aus dem Amt Moisburg und der Gemeinde Holm des Amtes Salzhausen neu gebildet. 1885 ging das Amt im neuen Kreis Harburg auf.

#### Amt Wilhelmsburg
Das Amt Wilhelmsburg umfasste einen Großteil der heute zu Hamburg gehörigen Elbinsel Wilhelmsburg. 1859 wurde das Amt aufgelöst und in das Amt Harburg eingegliedert.

#### Amt Winsen an der Aller
Das Amt Winsen an der Aller erstreckte sich ungefähr über das Gebiet der heutigen Gemeinden Wietze, Winsen (Aller) und Hambühren. 1859 wurde das Amt aufgelöst und in das Amt Celle eingegliedert.

#### Amt Winsen an der Luhe
Das Amt Winsen an der Luhe erstreckte sich ungefähr über das Gebiet der heutigen Gemeinden Winsen (Luhe), Drage und Marschacht. Die damalige Stadt Winsen an der Luhe war amtsfrei. 1859 wurde das Amt Pattensen und der größte Teil des Amtes Salzhausen eingegliedert. 1885 ging das Amt im neuen Kreis Winsen auf.

#### Amt Wustrow
Das Amt Wustrow lag im Süden des heutigen Landkreises Lüchow-Dannenberg. Zum Amt gehörten unter anderem Luckau, Wustrow, Lübbow und Bergen an der Dumme. 1859 wurde das Amt aufgelöst und in das Amt Lüchow eingegliedert.